# 经外周静脉穿刺中心静脉置管

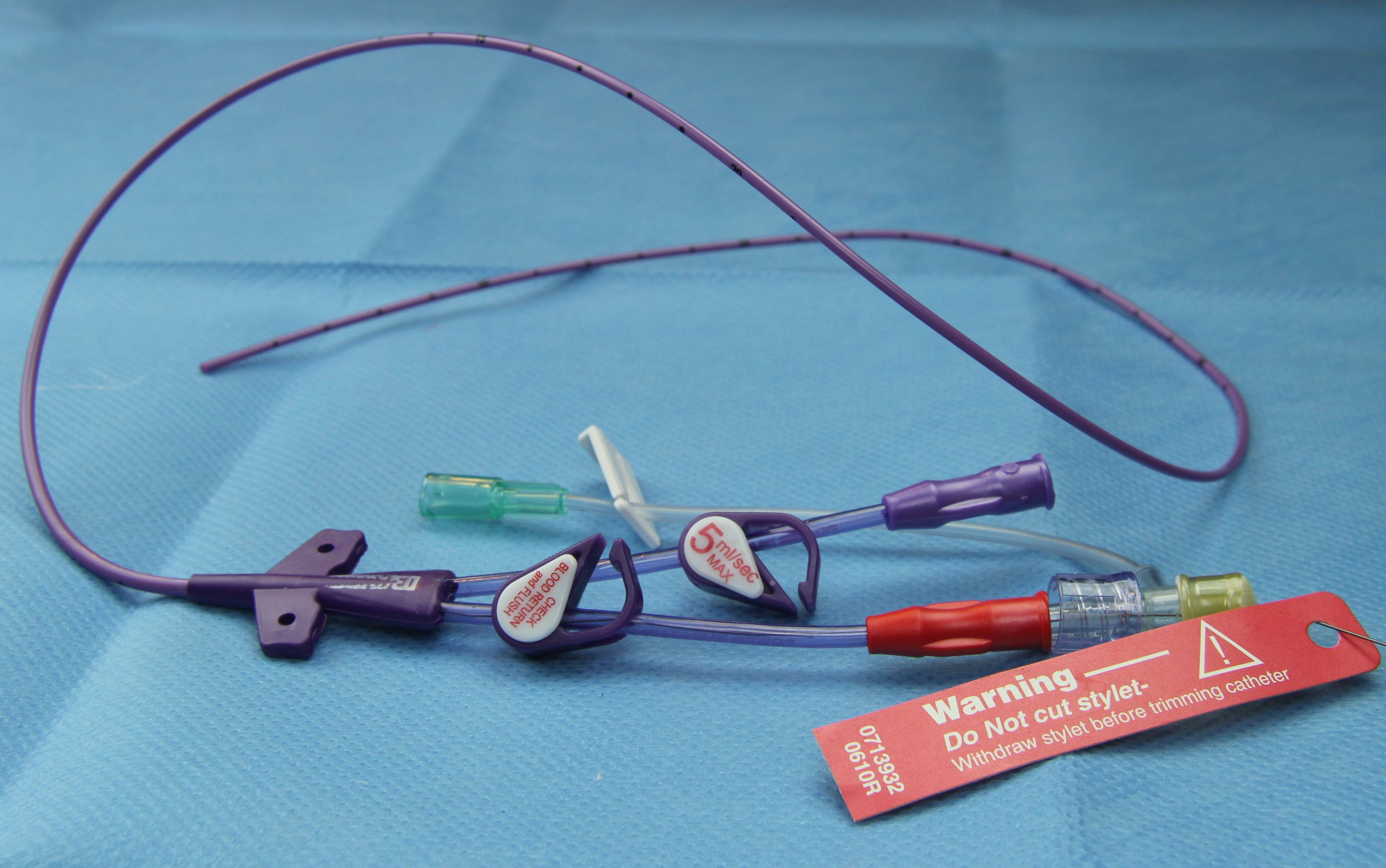
PICC時所要插入的導管

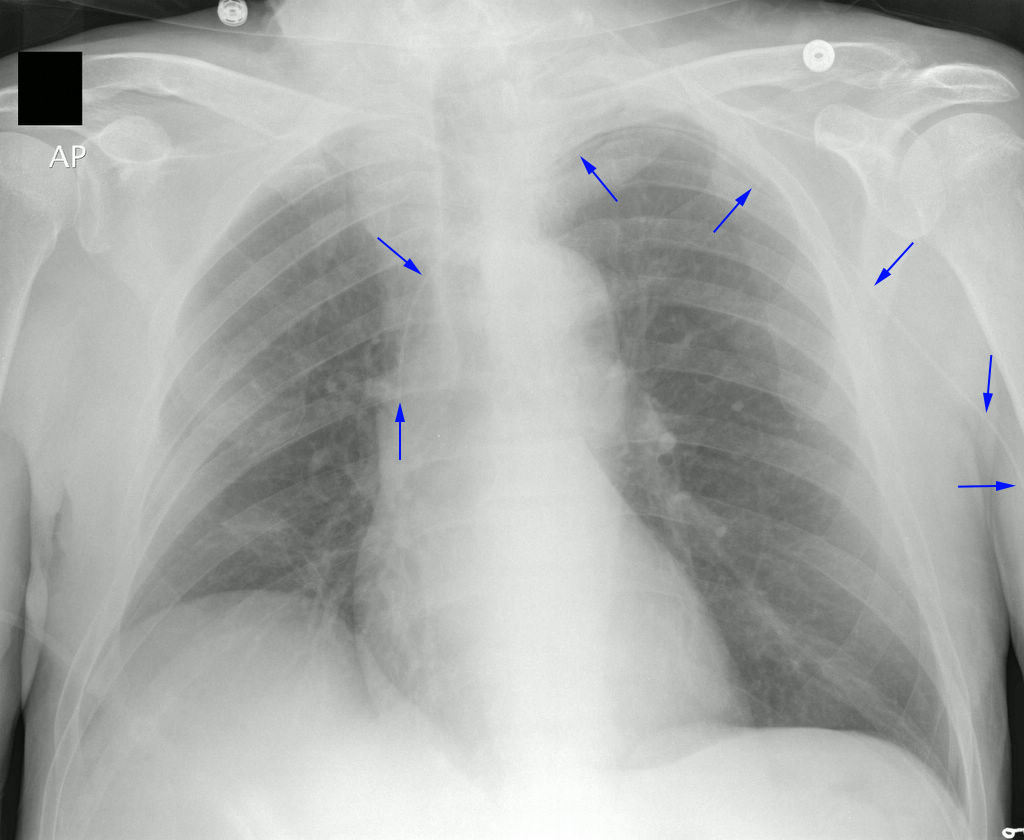
胸部X光片中箭头處顯示的地方就是通過PICC插入的導管

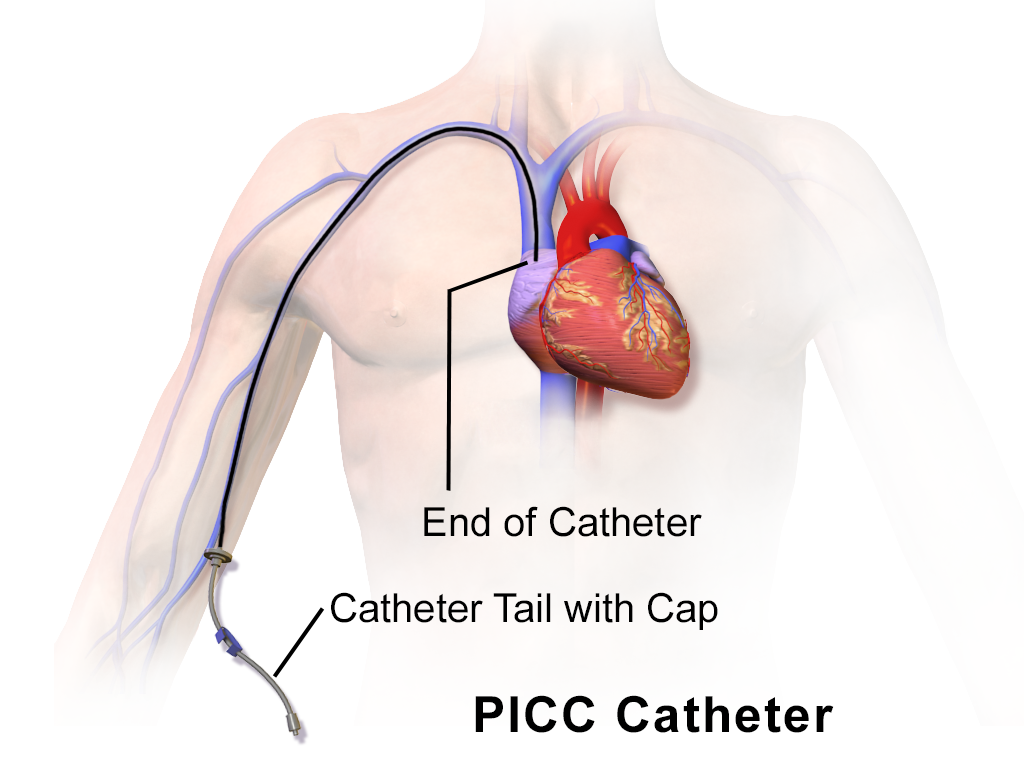
PICC图示

经外周静脉穿刺中心静脉置管（Peripherally inserted central catheter，簡稱 PICC）是一种靜脈注射方法，醫務人員在患者肘部附近的外周静脉處刺入醫用導管，並將導管伸入到靠近心脏部位的上腔靜脈，之後導管要留置在患者身體內達3個月。這一靜脈注射方法於1975年首次提及。對於需要长期静脉输液的病人來說，有了经外周静脉穿刺中心静脉置管這一技術後醫務人員就不用每日多次反覆對病人進行靜脈注射和穿刺，這樣可以減輕患者的痛苦。

## 外部鏈接
- Description and images of PICC line insertion
- PICC line indications, insertion, care and complications （页面存档备份，存于）